# PvP
Player(s) versus player(s) или PvP (с англ. — «игрок против игрока») — вариант интерактивного конфликта между несколькими пользователями, происходящий в игровом мире между двумя или более персонажами, управляемыми игроками-людьми. Термин используется для обозначения действий, отличных от сражений с управляемыми компьютером врагами, что может быть описано термином «игрок против окружения» (PvE). Термины используются преимущественно в играх, где присутствуют оба упомянутых игровых аспекта, главным образом в играх жанров MMORPG, MUD и других различных компьютерных ролевых играх. В расширительном смысле термин PvP может быть использован для описания любой игры или отдельного игрового аспекта, в котором игроки соревнуются друг с другом. PvP часто вызывает споры, когда присутствует в ролевых играх. В большинстве случаев между опытными игроками и новичками имеется большая разница в возможностях. В некоторых случаях PvP может поощрять опытных игроков к атаке и уничтожению менее опытных игроков. Термин PvP иногда употребляется для обозначения другого игрового аспекта — PK.

## История
Впервые сражения вида «игрок против игрока» в компьютерных ролевых играх появляются в жанре MUD, в играх наподобие GemStone II и Avalon: The Legend Lives. Несмотря на то, что в разных MUD присутствовали сражения между игроками, к ним относились неодобрительно из-за строго соблюдения принципов и влияния ролевых игр наподобие Dungeons & Dragons. Сам термин PvP появился в одной из текстовых MUD, в которую пользователи играли на электронных досках объявлений, например, MajorMUD или Usurper. В этих играх существовал открытый мир, где один игрок мог атаковать другого, если только они не были в безопасном месте внутри города, например, в банке. Сам термин появился во второй половине 1980-х годов и обозначал тогда сражение между игроками, по результатам которого проигравший получал некоторое наказание.
Первая графическая MMORPG, Neverwinter Nights, которая разрабатывалась с 1989 года и работала в сети AOL с 1991 по 1997 год, также включала в себя PvP. В первых реализациях PvP было ограничено исключительно магическими атаками. В дальнейшем возможности использования PvP были существенно расширены до определённых областей, чтобы игроки, не желающие участвовать в PvP, имели такую возможность. В то время значительная доля PvP-активности координировалась через события, которые устраивали игровые гильдии — первые организованные группы игроков в MMORPG.
Игра Genocide, вышедшая в 1992 году и созданная на основе программного обеспечения LPMud, стала первым MUD с «чистым убийством игроков», ввиду наличия в ней реализации PvP. Из игры были исключены все элементы геймплея, не относящиеся к PvP, а кроме того в ней отсутствовало традиционное для ролевых игр и обычно встречающееся в MUD развитие персонажа, вместо всего этого персонажи помещались в равные условия, где только мастерство игрока могло служить преимуществом. Игра получила высокую популярность и оказала значительное влияние на жанр MUD.
В ранних играх жанра MMORPG, например, Meridian 59 (1996), Ultima Online (1997) и Tibia (1997) также имелся режим PvP. В Ultima Online целью было дать возможность пользователям обеспечивать порядок посредством самосуда. Подобная игровая механика присутствует и в Tibia, где за смерть персонаж получает существенное наказание, поэтому убитому кем-то персонажу наносится довольно весомый ущерб. В Meridian 59 интерес к PvP поддерживается наличием нескольких политических фракций, к которым должны присоединяться игроки. В вышедшей позднее EVE Online (2003) была переработана идея о «PvP где угодно, кроме городов» из оригинальной Ultima Online (ввиду присутствия вблизи городов NPC «стражей», атака других персонажей представляет опасность для атакующего). Однако, эти игры, зачастую, были недружественны более казуальной аудитории. После выхода весьма популярной игры EverQuest (1999), преимущественно содержащей PvE-элементы (однако, ограниченное PvP присутствовало на особом сервере), у некоторых новичков и казуальных игроков сложилось отрицательное отношение к PvP, вслед за ними изменилось мнение и разработчиков, задача которых состоит в том, чтобы собрать в своих играх возможно большое количество игроков. В 2000 году реакцией разработчиков Ultima Online на многочисленные жалобы, вызванные массой злонамеренных убийств игровых персонажей, стало довольно спорное введение на каждом сервере дополнительной копии игрового мира с отключённым открытым PvP.
Смерть игрового персонажа в ходе PvP не является обязательной. Примером игры, где представлена подобная форма PvP является Audition Online (2004). В этой игре персонажи не могут непосредственно убивать один другого, что типично для разнообразных MMO, однако они могут соревноваться друг с другом в различных игровых режимах при включённой настройке «игрок против игрока».
PvP присутствует во множестве самых различных игр, например, Asheron’s Call (конец 1999), Diablo II (2000), Dark Age of Camelot и RuneScape (обе 2001) и др. Несмотря на то, что во всех этих играх присутствует PvP, они также содержат крупномасштабные элементы PvE, используемого в основном для предварительной подготовки игрового персонажа.

## Типы PvP

### Убийство игроков
Player killing или PK (англ. убийство игроков) — это неограниченное PvP, результатом которого является смерть персонажа. В некоторых играх присутствует так называемое «открытое PvP» (англ. open PvP), иногда называемое также «мировое PvP» (англ. world PvP), при котором один персонаж может атаковать другого в любой точке игрового мира без каких-либо предупреждений. Играми с «чистым PvP» (англ. pure PvP) называются те, где PvP-конфликт является единственным предлагаемым типом геймплея. Ганк (от англ. ganking, сокращение от англ. gang killing — убийство группой) — тип убийства игроков, при котором убийца обладает значительным превосходством над жертвой, например, находясь в группе, имея более высокий уровень персонажа, либо же атакуя в моменты, когда у жертвы мало очков жизни.
PvP может формировать разные группы в сообществе игры. Например, в Ultima Online и Asheron’s Call произошло разделение игроков на тех, кому нравилось PK, тех, кому нравилось охотиться за PK и тех, кто вообще не хотел в этом принимать участия. В обновлении Renaissance был добавлен т. н. Trammel с отключённым PvP, что стало решением для множества игроков, которые не хотели вообще принимать участия в PvP. В Asheron’s Call существовал сервер без каких-либо вообще ограничений на взаимодействие персонажей, что привело к формированию больших «династий» PK и анти-PK.
В онлайн-играх обычно смерть персонажа влечёт наложение на него ограничений (хотя в некоторых играх подобное отсутствует), поэтому любители убивать игроков со временем могут обнаружить себя изгнанными из местного сообщества. В некоторых играх персонаж может умереть множество раз, однако каждый раз для возвращения его к жизни игрок должен уплатить некоторое количество из накопленных персонажем очков опыта или игровой валюты. Постоянная смерть персонажа (то есть в случае смерти для продолжения игры необходимо создать нового персонажа) — явление, не часто встречающееся в онлайн-играх, особенно в играх с разрешённым убийством игроков. Примером подобного является режим Hardcore в игре Diablo II.
Более редко встречающейся формой убийства игроков является провоцирование монстра или группы монстров на атаку другого персонажа. Редкость этой формы обусловлена тем, что с наибольшей вероятностью монстр будет атаковать персонажа, пытающегося произвести подобную манипуляцию. Обычно игроки стараются приманить монстра к другому персонажу, а, когда монстр находится достаточно близко, следует быстро убежать. В таком случае монстр (особенно, если он агрессивный) будет искать новую цель, которой может оказаться другой персонаж. Подобное поведение часто можно встретить в играх другого плана — с так называемым «чистым PvE», например, Realm of the Mad God.
В некоторых MMORPG с PvP на убийц игроков распространяются дополнительные ограничения, такие как: запрет создания групп и присоединения к ним, невозможность получения помощи от других игроков, увеличенные потери очков опыта в случае смерти. Имя персонажа, ставшего убийцей игроков, обычно окрашивается в яркий цвет. Например, в Lineage II имя персонажа, атаковавшего другого, становится фиолетовым. При этом имя любого, убившего другого персонажа без фиолетового имени (то есть если этот персонаж не ответил на атаку), становится красным. Персонажи с красным именем имеют существенно увеличенный шанс выпадения из инвентаря каких-либо предметов в случае смерти. Возможно, одно из наиболее жестоких наказаний применяется в Asheron’s Call, где убитый персонаж получает штраф −5 % на все параметры персонажа за каждую смерть, при этом максимальный возможный накопленный штраф составляет −40 %. Восстановить персонажа из такого состояния, учитывая возможность быстрой потери всех предметов, крайне сложно. Другая разновидность данного игрового элемента представлена на некоторых серверах Ultima Online: после смерти в PvP-сражении убитому предлагается выбор, объявлять ли виновника убийцей. В случае положительного ответа виновнику присваивается статус Murder (англ. убийца), при этом имя его персонажа становится красным. Ему может быть запрещён доступ в города (при появлении в городе будет атакован NPC «стражей»), недоступна помощь от дружественных NPC вне городов (например, лечение или торговля). Также он может быть безнаказанно атакован и убит любым другим персонажем. Снятие статуса Murder может происходить как по истечении определённого времени, так и по правилам, определённым администрацией сервера (например, отработать некоторое количество времени на конюшнях). Возможность оставить своё убийство безнаказанным открывает широкие возможности для взаимодействия игроков.
Во многих играх установлен минимальный уровень, по достижении которого персонажи могут вступать в PvP-сражения. Это делается для того, чтобы новички могли получить удовольствие от игры, накопить определённый опыт и знания об игровом мире, прежде чем смогут стать жертвой одного из убийц игроков. В некоторых играх, например, Anarchy Online или на так называемых «Zek»-серверах из оригинального EverQuest, вступить в PvP могли только персонажи с определённой разницей между их уровнями, чтобы предотвратить ганк (см. выше).

### Анти-PK
Анти-PK, также известное как «убийство убийц игроков» (англ. player killer killing, PKK) — это форма правосудия внутри игрового мира. Стимулом к существованию анти-PK является перенаселение игрового мира убийцами игроков, на которых вигиланты ведут охоту и уничтожают с особой жестокостью.

### Дуэли
Дуэли одновременно добровольны и конкурентны. Дуэльные соревнования и лиги, поддерживаемые игроками, широко распространены в большинстве MMORPG, содержащих PvP. Dark Age of Camelot стала первой MMORPG, в которой была реализована игровая механика дуэлей. В других MMORPG, например, City of Heroes, Anarchy Online, World of Warcraft, Guild Wars, Lineage II, Wurm Online или RuneScape представлено PvP с соревновательной дуэльной системой для групп.

### Отметка PvP
Отметку PvP можно установить и снимать разными способами, что позволяет вступать в PvP-сражение с кем угодно, у кого также такая отметка установлена. В Everquest снять отметку невозможно, если она была однажды установлена. В Star Wars Galaxies отметку можно снять посредством взаимодействия с фракций определённых NPC, находящихся в игровом мире, либо вводом специальной команды (/pvp). В World of Warcraft отметку можно устанавливать и снимать, также отметка устанавливается автоматически на определённое время в результате атаки на конкретных игроков с установленной отметкой. Подобную особенность могут злонамеренно использовать так называемые гриферы, подкарауливая восстановления персонажей рядом с их «трупами». В некоторых играх имеется так называемая «премиальная система», когда игроки, убивающие или восстанавливающие здоровье других персонажей, становятся уязвимы, и могут быть убиты сами. Это состояние иногда называют «отметкой мести». Использование подобных «премий» не является стандартом среди MMORPG, ведутся напряжённые обсуждения о способах «контроля» над данной механикой, чтобы избежать возможных злоупотреблений.
В некоторых играх отметка автоматически устанавливается на любого персонажа, совершившего убийство игрока. В других играх персонаж, атаковавший другого персонажа с установленной отметкой, сам не получает такую отметку.

## PvP в играх с системой RvR
В 2001 году Mythic Entertainment впервые представила новый тип командного PvP-сражения вместе с игрой Dark Age of Camelot. В играх с системой RvR игроки одного «королевства» объединяются для борьбы с противостоящими «королевствами» в командных сражениях. Эти действия могут охватывать как обычные стычки между враждующими группами, обычные среди прочих систем PvP, так и битвы для выполнения некоторого задания, например, обеспечить защиту укрепления или захватить вражеские реликвии.
Для графических MMORPG эта концепция стала новинкой, однако впервые была реализована в игре, предшествовавшей Dark Age of Camelot, Darkness Falls: The Crusade, которая была отключена для возможности создания DAoC на её основе. Многие другие MMORPG с тех пор также обзавелись геймплеем подобного типа.

## PvP в настольных ролевых играх
В настольных ролевых играх PvP часто представлено. Обычно PvP считается допустимым действием, если оно объяснимо с «точки зрения» игрового персонажа. Как правило, игры создаются таким образом, чтобы исключить дисбаланс между игровыми персонажами, чтобы для игрока в любой ситуации PvP было бы устрашающим событием, даже если его персонаж может с лёгкостью побеждать большинство неигровых персонажей.
Подобная реализация PvP в настольных играх не является единственной. Например, в сатирической игра Paranoia, смертельный PvP-конфликт является центральным элементом геймплея, к которому активно подталкивают правила игры и вспомогательные материалы.

## Этическая сторона PvP
Силы, приводящие в движение игровые механики противостояния игроков, поднимают этические вопросы между игроками. Из-за возможностей ганка многие разработчики презрительно относятся к PvP. Из-за превосходства опытных игроков над новичками многие разработчики предполагают, что некий «кодекс чести» должен препятствовать PK.